# La viuda de Saint Pierre
La viuda de Saint-Pierre (títol original: La Veuve de Saint-Pierre) és una pel·lícula francesa dirigida per Patrice Leconte, la primera pel·lícula en la qual actua el director de cinema Emir Kusturica, famós pel seu controvertit film Underground. Ha estat doblada al català.

## Argument
En 1849, a l'illa francesa de Saint-Pierre, prop del Canadà, dos homes borratxos cometen un crim absurd. Un d'ells és condemnat a mort, però ha d'esperar a que arribi la guillotina des de Martinica. Durant els mesos d'espera, el reu ajuda en les seves obres de caritat a l'esposa del capità del la guarnició, que el protegeix i només veu en ell bondat i senzillesa.

## Repartiment
- Juliette Binoche: Pauline, dona de Jean
- Daniel Auteuil: Jean, el capità
- Emir Kusturica: Ariel Néel Auguste
- Michel Duchaussoy: governador
- Philippe Magnan: President Venot
- Christian Charmetant: Secretari Oficial
- Maurice Chevit: pare del governador

## Premis
- 2000: Globus d'or: Nominada Millor pel·lícula de parla no anglesa
- 2000: Premis Cèsar: 2 nominacions